# Gilles Dauvé
Pour les articles homonymes, voir Barrot.
Gilles Dauvé est un écrivain et traducteur tunisien né en 1947. Il a publié plusieurs livres sous le pseudonyme de Jean Barrot, puis sous son propre nom.

## Biographie

### Jeunesse
Fils du commissaire des Renseignements généraux Guy Dauvé, Gilles Dauvé adhère en 1965 à l'organisation Pouvoir ouvrier. En septembre 1967, il quitte cette organisation en même temps que Pierre Guillaume et Jacques Baynac, fondateurs de la librairie La Vieille Taupe. Autour de la librairie se forme un groupe, influencé par le communiste italien Amadeo Bordiga, l'Internationale situationniste, et la revue Invariance de Jacques Camatte et Roger Dangeville. En mai 1968, le groupe informel de La Vieille Taupe participe au comité de Censier, où se retrouvent étudiants et jeunes ouvriers.
En 1969, Gilles Dauvé prend part aux rencontres organisées par Informations et correspondances ouvrières, à l'occasion desquelles il écrit la brochure Sur l'idéologie ultragauche, reprise dans le recueil Communisme et question russe. Les contacts établis avec de jeunes ouvriers lors de l'enterrement de Pierre Overney, où La Vieille Taupe avait distribué un tract, permettent de créer le bulletin Le Mouvement communiste. Dauvé en est le principal rédacteur, même si quelques autres personnes relisent et amendent ses textes. Le bulletin est rapidement diffusé à 1 000 exemplaires, notamment à l'usine Renault de Boulogne-Billancourt, mais l'enthousiasme ne dure pas. La tentative de fusion avec le bulletin Négation n'aboutit pas, et la librairie La Vieille Taupe ferme ses portes en décembre 1972.
Sous le nom de Jean Barrot, Gilles Dauvé publie également, sous le même titre, son premier livre Le Mouvement communiste, fortement influencé par la relecture de Karl Marx par Jacques Camatte.
Lorsque Puig Antich et d'autres militants du MIL sont arrêtés en octobre 1973, ils demandent au Mouvement communiste, avec lesquels ils sont en contact depuis plusieurs années, de les aider à organiser une campagne de solidarité. Les membres du Mouvement communiste prennent contact avec Pierre Vidal-Naquet et d'autres personnalités pour faire connaitre la situation de Puig Antig. Ils créent le comité « Vérité pour les révolutionnaires espagnols ». Ils ne parviendront pas à faire empêcher son exécution par le régime de Franco. Gilles Dauvé tentera de faire le bilan de cette campagne, mais aussi une critique théorique du MIL, dans Violence et solidarité révolutionnaire. Cette campagne de solidarité leur vaut des critiques de la part de l'ensemble de l'ultra-gauche, à l'exception du Fléau social (issu du Front homosexuel d'action révolutionnaire).
En 1977, lorsque Andreas Baader, membre de la Fraction armée rouge, est retrouvé mort dans sa cellule, Gilles Dauvé et plusieurs anciens du Mouvement communiste parviennent à publier un faux numéro du Monde diplomatique, tiré à 2 000 exemplaires et largement diffusé auprès de journalistes et d'intellectuels, dénonçant le pouvoir policier en RFA. Une partie des textes est reprise dans le bulletin La Guerre sociale, auquel Dauvé participe.
En 1980, le groupe se divise sur la question du soutien à apporter à Robert Faurisson. Après avoir rompu avec La Guerre sociale et, quoique progressivement, le négationnisme, Gilles Dauvé crée avec Serge Quadruppani La Banquise (1983-1986) puis Le Brise-glace (1988-1990), mais ne participe pas par la suite à Mordicus.
Se consacrant également à la traduction depuis l'anglais, il traduit notamment, avec la collaboration de Jean-Louis Boireau, le célèbre livre de Franz Leopold Neumann, Béhémoth. Structure et pratique du national-socialisme - 1933-1945.

## Débats et controverses
En 1995, Gilles Dauvé soumet aux éditions Baleine le manuscrit d'un roman policier pour la collection Le Poulpe, dans laquelle son ami Serge Quadruppani a déjà publié un titre. Jacques Baynac, l'ancien cofondateur de la librairie La Vieille Taupe, l'apprend et recommande à Jean-Bernard Pouy, directeur de collection, de refuser ce manuscrit car il considère que son auteur est révisionniste,.
Au début de la présentation de son livre : « Bilan » Contre-Révolution en Espagne (1979), Gilles Dauvé écrit :

« Les horreurs du fascisme n'étaient ni les premières, ni les dernières, ni, quoi qu'on en dise, les pires [note]. Elles n'avaient rien à envier aux massacres “normaux” des guerres, famines, etc. »

Dont voici la note :

« Cf. Auschwitz ou le grand alibi, texte de Programme Communiste, reproduit en supplément au no 5 du Mouvement Communiste, octobre 1973. L'opinion publique ne reproche pas tant au nazisme son horreur, car depuis les autres États et simplement l'organisation capitaliste de l'économie mondiale ont fait mourir de faim ou dans des guerres autant d'hommes qu'il en avait lui-même tués ou mis en camp. Elle lui reproche surtout de l'avoir fait exprès, d'avoir été consciemment méchant, d'avoir “décidé” d'exterminer les juifs. Personne n'est “responsable” des famines qui déciment des populations, mais les nazis, eux, ont voulu exterminer. Pour extirper ce moralisme et cette absurdité, il importe d'avoir une conception matérialiste des camps de concentration, montrant qu'il ne s'agissait pas d'un monde aberrant ou démentiel, et qu'il obéissait au contraire à la logique capitaliste “normale” appliquée seulement à des circonstances spéciales. Dans leur origine comme dans leur fonctionnement, les camps faisaient partie de l'univers marchand capitaliste. Les ouvrages de P. Rassinier sont utiles à cet égard : cf. entre autres Le Mensonge d'Ulysse et Ulysse trahi par les siens. Le Mensonge d'Ulysse a été réédité par La Vieille Taupe, 1979. »

Plus tard, dans son texte Bilan et contre-bilan, il écrit dans une note : « La première phrase de ma préface à Bilan 1936-1939 paru en 1979 chez 10/18 contient une énorme perle de cet acabit. Détachée du contexte, elle prête à confusion. J'y dis que “les horreurs nazies ne sont pas les pires” alors que jamais la barbarie capitaliste n'a atteint de tels sommets. »
D'autres prises de position par Gilles Dauvé, notamment sur la libération animale ou les rapports sociaux de genres, font l'objet de discussions, par exemple des citations d'un texte de 2009, intitulé « Lettre sur la libération animale » :
- Les animaux qui tuent usuellement ont bien plus de relations sociales que ceux qui leur servent de proie.
- Il est inutile de demander plus de poèmes d'amour et moins d'hamburgers.
- La connaissance de la nature, les inquiétudes écologiques et les réactions aux abus faits aux animaux ne sont pas le signe d'une humanité qui deviendrait consciente de son impact sur le reste de la planète [… mais que …] le capital possède le monde et qu'aucun propriétaire ne peut s'offrir de ne pas prendre soins de ses possessions.
- Ce n'est pas une coïncidence si un sens accru des conditions des animaux soit survenue en même temps que la nourriture industrielle et l'élevage dans le style des camps de concentration.
- Les managers tentent de rendre les lieux de travail plus sûrs et moins destructeurs (= plus productifs) d'un capital précieux : le travail. L'exploitation animale duplique ce procédé. Elle tend à moins expérimenter sur les animaux afin de recevoir plus d'eux, douloureusement s'il le faut, sans douleur si possible.
- Puisqu'aucun de nous n'est politiquement correct (PC), "man" signifie ici homme + femme, et "mankind" signifie humanité.

## Publications

### Livres

#### En tant que Jean Barrot
- Le Mouvement communiste, Champ Libre, 1972
- Communisme et question russe, La Tête de feuilles, 1972
- Philippe Riviale, Jean Barrot, Albert Borczuk, La Légende de la gauche au pouvoir. Le Front populaire, La Tête de feuille, 1973
- Jean Barrot et François Martin (alias de François Cerutti), Eclipse and Re-emergence of the Communist Movement, Black & Red Press (Detroit, Michigan), 1974[16],[17]
- La Gauche communiste en Allemagne, 1918-1921, Payot, 1976
- Bilan, Contre-révolution en Espagne 1936-1939[18], Paris, U.G.E. 10/18, 1979

#### En tant que Gilles Dauvé
- Collectif, Libertaires et « ultra-gauche » contre le négationnisme, préf. Gilles Perrault, ill. Tony Johannot, contributions de Pierre Rabcor, François-Georges Lavacquerie, Serge Quadruppani, Gilles Dauvé ; en annexe : Les ennemis de nos ennemis ne sont pas forcément nos amis (mai 1992), Paris, Réflex, 1996
- Banlieue molle, HB Éditions, 1997
- Quand meurent les Insurrections, ADEL, 1999
- Denis Authier, Gilles Dauvé, Ni parlement, ni syndicats : Les conseils ouvriers !, Les Nuits rouges, 2003
- Gilles Dauvé, Karl Nesic, Au-delà de la démocratie, L'Harmattan, 2009
- De la crise à la communisation, Genève/Paris, Entremonde, 2017, 172 p. (ISBN 978-2-940426-36-2)
- Homo : question sociale et question sexuelle de 1864 à nos jours, Niet!éditions, 2018, 266 p. (ISBN 979-10-96195-07-7, lire en ligne)

### Articles
- Jean Barrot, « Le rénégat Kautsky et son disciple Lénine », extrait de Karl Kautsky, Les trois sources du marxisme, Spartacus, 1977